# Calycopsis nematophora
Calycopsis nematophora är en nässeldjursart som beskrevs av Mertens 1933. Calycopsis nematophora ingår i släktet Calycopsis och familjen Bythotiaridae. Inga underarter finns listade i Catalogue of Life.